# Ingegärd Oskarsson
Ingegärd José Oskarsson, född Örning 17 mars 1932 i Skatelövs församling i Kronobergs län, är en svensk politiker tillhörande Centerpartiet. Hon var riksdagsledamot mellan 1974 och 1982 och blev i riksdagsvalet 1973 den första kvinnan att väljas in från Kronobergs läns valkrets. Utöver den politiska karriären har hon bland annat varit ledamot i SEB:s styrelse. Oskarsson är uppvuxen och bosatt i Grimslöv.